# Milano–San Remo 1910
Milano–San Remo 1910 a fost cea de a patra ediție a cursei Milano–San Remo, o cursă ciclistă clasică de o zi, organizată pe 3 aprilie 1910. Francezul Eugène Christophe a câștigat evenimentul, cu mai mult de o oră avans față de primii săi urmăritori. Cursa a intrat în legenda ciclismului pentru că s-a desfășurat pe o vreme îngrozitoare. Cicliștii au fost nevoiți să se refugieze în casele de pe drumuri din cauza unei furtuni puternice de zăpadă. Doar patru din cei 63 de cicliști au terminat cursa.

## Sumar
63 de cicliști au luat startul la Milano la ora 6 dimineața, când s-a aflat că pe Turchino a căzut zăpadă abundentă, ceea ce i-a determinat pe unii cicliști să se întoarcă imediat acasă. Cyrille Van Hauwaert, câștigătorul cursei din 1908, s-a desprins și avea un avans de 3 minute față de Octave Lapize, Luigi Ganna și Ernest Paul când au ajuns la Ovada. Eugène Christophe se afla pe locul cinci la 10 minute.
Pe măsură ce vremea s-a înrăutățit, doar treizeci de cicliști mai erau în cursă până la Masone și au fost nevoiți să urce pe jos și cu bicicletele pe umeri. În vârful Turchino, după cinci ore de cursă, Van Hauwaert era încă în frunte, urmat de Christophe la 10 minute, Paul la 19 minute și Ganna la 22 de minute. Van Hauwaert a căzut pe coborârea înzăpezită, s-a refugiat într-o cabană și, după ce s-a încălzit, a refuzat să își continue drumul.
Între timp, Eugène Christophe, după ce s-a odihnit, și-a continuat drumul purtând o pereche de pantaloni lungi și a pornit în urmărirea noilor lideri, Pierino Albini și Luigi Ganna. Până la Savona, Christophe a preluat conducerea, urmat de Ganna la 15 minute și de Albini la 26 de minute. Christophe s-a oprit din nou pentru a mânca și pentru a-și tăia pantalonii care se încurcaseră în lanțul său.
Christophe a câștigat, chiar dacă a crezut că a luat-o pe un drum greșit și nu a realizat că a fost primul care a ajuns la Sanremo. Christophe a terminat cursa în 12 ore și 24 de minute, cea mai lentă din istorie. Luigi Ganna, câștigătorul din anul precedent, a terminat al doilea la 39' 30”, dar a fost descalificat pentru că a luat o mașină.
După cursă, Christophe a trebuit să fie spitalizat pentru degerături la mâini și alte leziuni corporale cauzate de frig. A petrecut o lună într-un spital din Sanremo și a fost nevoie de încă doi ani înainte de a-și recăpăta sănătatea inițială.

## Rezultate
|   | Ciclist           | Echipă        | Timp         |
| - | ----------------- | ------------- | ------------ |
| 1 | Eugène Christophe | Alcyon-Dunlop | 12h 24' 00"  |
| 2 | Giovanni Cocchi   | -             | + 1h 01' 00" |
| 3 | Giovanni Marchese | -             | + 1h 17' 00" |
| 4 | Enrico Sala       | Senior-Polack | + 2h 06' 00" |

Doar patru călăreți au fost înscriși oficial în clasament. Se pare că alți doi cicliști au terminat după cei patru clasați, dar oficialii plecaseră deja acasă.

## Legături externe
- Site web oficial